# 斯泰普爾赫斯特 (內布拉斯加州)
斯泰普爾赫斯特（英語：Staplehurst）是位於美國內布拉斯加州蘇厄德縣的村。

## 人口
根據2020年美國人口普查的數據，斯泰普爾赫斯特的面積為0.32平方千米，皆為陸地。當地共有人口236人，而人口密度為每平方千米738人。